# Muscina pascuorum
Muscina pascuorum är en tvåvingeart som först beskrevs av Johann Wilhelm Meigen 1826.  Muscina pascuorum ingår i släktet Muscina och familjen husflugor. Arten är reproducerande i Sverige. Inga underarter finns listade i Catalogue of Life.